# Tito Petkovski
Tito Petkovski (en macédonien : Тито Петковски), né le 23 janvier 1945 à Psatcha, est un homme d'État macédonien membre du Nouveau Parti social-démocrate (NSDP).

## Biographie

### Débuts en politique
Entre 1991 et 2005, il est membre de l'Union sociale-démocrate de Macédoine (SDSM). Il est président de l'Assemblée entre mars 1996 novembre 1998.

### Présidentielle de 1999
En 1999, il est candidat de la SDSM à l'élection présidentielle. Il est en tête du premier tour, le 31 octobre avec 33 % des voix. Lors du second tour, quatorze jours plus tard, il recueille 46,8 % et se trouve battu par le conservateur Boris Trajkovski, qui le devance de 69 200 voix. Il conteste le résultat de cette élection, retardant la prise de fonction du nouveau chef de l'État au-delà du terme du mandat du sortant Kiro Gligorov. Le président de l'Assemblée Savo Klimovski exerce alors l'intérim jusqu'au 15 décembre, jour d'investiture de Trajkovski.

### Scission de 2005
Tito Petkovski annonce le 30 novembre 2005 qu'il quitte la SDSM et fonde le NSDP, dont il prend la présidence le 17 décembre. Il se présente seul aux élections législatives du 5 juillet 2006. Ayant remporté 7 députés sur 120, il intègre la coalition de centre droit formée par le conservateur Nikola Gruevski.
Finalement, à partir des élections législatives anticipées du 1er juin 2008, il participe aux différentes alliances formées par la SDSM, disposant chaque fois de 3 ou 4 parlementaires.